# Молалла (Орегон)
Молалла (англ. Molalla) — місто (англ. city) в США, в окрузі Клакамас штату Орегон. Населення — 10 228 осіб (2020).

## Географія
Молалла розташована за координатами 45°9′4″ пн. ш. 122°34′56″ зх. д. / 45.15111° пн. ш. 122.58222° зх. д. (45.151024, -122.582240).  За даними Бюро перепису населення США в 2010 році місто мало площу 5,85 км², з яких 5,73 км² — суходіл та 0,12 км² — водойми. В 2017 році площа становила 6,43 км², з яких 6,31 км² — суходіл та 0,12 км² — водойми.

## Демографія
Згідно з переписом 2010 року, у місті мешкало 8108 осіб у 2857 домогосподарствах у складі 2067 родин. Густота населення становила 1386 осіб/км².  Було 3017 помешкань (516/км²).
Расовий склад населення:
| - 86,9 % — білих - 1,0 % — корінних американців - 0,8 % — азіатів - 0,6 % — чорних або афроамериканців - 0,3 % — вихідців з тихоокеанських островів - 7,5 % — осіб інших рас |

До двох чи більше рас належало 2,9 %. Частка іспаномовних становила 14,5 % від усіх жителів.
За віковим діапазоном населення розподілялося таким чином: 30,7 % — особи молодші 18 років, 59,5 % — особи у віці 18—64 років, 9,8 % — особи у віці 65 років та старші. Медіана віку мешканця становила 31,4 року. На 100 осіб жіночої статі у місті припадало 97,5 чоловіків;  на 100 жінок у віці від 18 років та старших — 93,9 чоловіків також старших 18 років.
Середній дохід на одне домашнє господарство  становив 64 447 доларів США (медіана — 55 534), а середній дохід на одну сім'ю — 70 005 доларів (медіана — 61 236). Медіана доходів становила 52 008 доларів для чоловіків та 36 448 доларів для жінок. За межею бідності перебувало 8,7 % осіб, у тому числі 9,9 % дітей у віці до 18 років та 7,8 % осіб у віці 65 років та старших.
Цивільне працевлаштоване населення становило 3952 особи. Основні галузі зайнятості: освіта, охорона здоров'я та соціальна допомога — 16,5 %, виробництво — 14,1 %, роздрібна торгівля — 12,0 %, будівництво — 11,1 %.